# Darkness to Light
Albums de Sweet Smoke
Just a Poke
(1970) Live
(1974)
Darkness to Light est un album du groupe de rock psychédélique Sweet Smoke, enregistré à l'automne 1972 aux Pays-Bas et sorti en 1973.

## Liste des pistes
| No | Titre                          | Durée |
| -- | ------------------------------ | ----- |
| 1. | Just An Empty Dream            | 4:20  |
| 2. | I'd Rather Burn Than Disappear | 4:15  |
| 3. | Kundalini                      | 13:25 |
| 4. | Believe Me My Friends          | 4:29  |
| 5. | Show Me The Way To The War     | 5:30  |
| 6. | Darkness To Light              | 12:51 |

## Personnel
- Andrew Dershin — basse, percussions
- Jay Dorfman — batterie, percussions
- Marvin Kaminovitz — lead guitar, chant, percussions
- Michael Paris — saxophone, flûte, percussions, chant
- Jeffrey Dershin — piano, percussions, chant
- Steve Rosenstein — guitare rythmique, percussions, chant
- Rochus Kuhn — violoncelle

- Marty Rosenberg — percussions sur Believe Me My Friends
- Tenpura — percussions sur Kundalini
- Puppa Kuhn — flûte sur Darkness to Light

- Eddy Hilberts — ingénieur du son